# Andrei Naum
Andrei Naum (n. 18 august 1875, București – d. 18 august 1917, Mărășești) a fost un poet și traducător român de origine aromână. A fost tatăl poetului suprarealist Gellu Naum.

## Biografie
Andrei Naum s-a născut în 1875. Familia Naum, care este de origine aromână, a fost strămutată din Macedonia în România, în secolul al XIXlea. Într-un interviu, Gellu Naum povestea despre familia tatălui său: Familia lui venise în România cu oile, pe jos, demult, pe când turcii vroiau să-i omoare în Macedonia. Ei sunt români macedoneni. Armâni, cum zic ei.
A publicat poezii în revista Lumea nouă, sub pseudonimul Andrei din Zegovia. A publicat și în revista Literatura și arta română (apărută între 1896 și 1910, sub conducerea lui Nicolae Petrașcu) și în revista Freamătul, care apărea din 1908 la Bârlad.
Criticii îl situează pe Andrei Naum în ramura "proletară" a mișcării simboliste românești, alături de Alexandru Toma, George Bacovia, Traian Demetrescu și Mihail Cruceanu.
În 1915 s-a înrolat voluntar și a fost repartizat în Regimentul 63 infanterie, cu care a luptat în Muntenia și Dobrogea. A fost rănit de două ori, dar nu a părăsit frontul, murind, apoi, eroic în timpul bătăliei de la Mărășești, având gradul de căpitan de rezervă, la doi ani după nașterea fiului său, Gellu Naum.

## Volume (postume)
- Poesii postume, Editura Viața românească, București, 1921
- Poezii, Editura Casa Școalelor, București, 1944 (cu prefață de Ion Petrovici)